# Flarn
Flarn eller flaren är en invallad åkermark i Hedesunda socken. Dessa lågmarker ligger norr om Rångstaån/Svartaån och kyrkan i Hedesunda församling samt söder om Lurberg. Kring 1945 påbörjades arbetet med att bygga en vall runt lågpartiet så att inte Dalälven skulle kunna översvämma marken vid de årliga högvattnen. Därefter byggdes en pumpstation intill Rångstaån. Invallningen gav 250 tunnland åkermark. Mängder med hässjor, och här i den tidigare våtmarken så kallade stackston kan ha givit namn åt Hedesunda, (Hässunda).